# Mosanville
 (signalé en mai 2025).
Si vous disposez d'ouvrages ou d'articles de référence ou si vous connaissez des sites web de qualité traitant du thème abordé ici, merci de compléter l'article en donnant les références utiles à sa vérifiabilité et en les liant à la section « Notes et références ».
- Archive Wikiwix
- Bing
- Cairn
- DuckDuckGo
- E. Universalis
- Gallica
- Google
- G. Books
- G. News
- G. Scholar
- Persée
- Qwant
- (zh) Baidu
- (ru) Yandex
- (wd) trouver des œuvres sur Wikidata

Mosanville est un hameau du village de Lives-sur-Meuse, sur la rive droite de la Meuse, entre Namur et Andenne, en province de Namur (Belgique). Avec Lives-sur-Meuse il fait aujourd’hui partie de la commune de Namur (Région wallonne) : il en est l’extrémité orientale.
Le hameau est constitué de deux voies de circulation : la large chaussée de Liège (RN 90) au trafic intense et la ‘rue de Mosanville’ (en cul-de-sac) qui monte en lacets vers les hauteurs de Meuse.

## Patrimoine
- Un port de plaisance fluvial s’est développé sur la Meuse.
- L’EuroVelo 19’ (Ravel de Meuse) longe la Meuse (rive droite) sur toute la longueur du hameau.